# Ђонпепај
Ђонпепај (алб. Gjonpepaj) је насељено место у општини Тропоја у округу Кукеш, Албанија. Према попису из 1989. године било је 805 становника.
Ђонпепај су једно од насеља племена Никај.